# Шершак, Анна Сергеевна
Анна Сергеевна Шершак (род. 6 июня 1998, Москва) — российская фигуристка, выступавшая в одиночном катании. Серебряный призёр Кубка России (2012).

## Биография
Много лет занималась фигурным катанием в московской СДЮСШОР «Москвич», где тренировалась под руководством Ирины Страховой. В 2007 году перешла в группу четырёхкратного бронзового призёра чемпионатов Европы Виктории Буцаевой (Волчковой). На детском уровне Шершак дважды была бронзовым призёром Первенства России (2009, 2011), а достигнув юниорского возраста показала лучший результат в 2012 году, когда финишировала пятой.
В группе Буцаевой каталась до конца соревновательной карьеры и добилась основных спортивных успехов. В сезоне 2011/12 привезла серебро с юниорского Гран-при, проходившего в Италии. Тогда же дебютировала в рамках взрослых чемпионатов России, расположившись на одиннадцатой строчке среди восемнадцати участниц. Корреспондент агентства «Р-Спорт» Андрей Симоненко, подводя итоги чемпионата страны, отметил, что 13-летняя Шершак «катается уже так грациозно и вдохновенно, что словами не передать».
Кроме этого, в финале Кубка России 2012 года Шершак завоевала серебряную медаль, поднявшись на пьедестал вместе с победительницей Еленой Радионовой и бронзовой медалисткой Марией Артемьевой. Затем Анна была восемнадцатой на чемпионате России 2014, а также девятой в финале национального Кубка. За достигнутые результаты удостоилась звания мастера спорта. Впоследствии она завершила карьеру фигуристки и начала тренировать. Одним из её мест работы был спортивный комплекс «Академия льда В.Н. Кудрявцева».

## Результаты
| Соревнования                | 09/10                       | 11/12                       | 12/13                       | 13/14                       |
| Международные среди юниоров | Международные среди юниоров | Международные среди юниоров | Международные среди юниоров | Международные среди юниоров |
| --------------------------- | --------------------------- | --------------------------- | --------------------------- | --------------------------- |
| Гран-при Словении           |                             |                             | 7                           |                             |
| Гран-при Эстонии            |                             | 7                           |                             |                             |
| Гран-при Италии             |                             | 2                           |                             |                             |
| Национальные                |                             |                             |                             |                             |
| Чемпионат России            |                             | 11                          |                             | 18                          |
| Финал Кубка России          |                             | 2                           |                             | 9                           |
| Первенство России           | 17                          | 5                           |                             |                             |